# Diócesis de Novo Mesto
La diócesis de Novo Mesto (en latín: Dioecesis Novae Urbis y en esloveno: Škofija Novo mesto) es una circunscripción eclesiástica latina de la Iglesia católica en Eslovenia, sufragánea de la arquidiócesis de Liubliana. La diócesis tiene al obispo Andrej Saje como su ordinario desde el 30 de junio de 2021.

## Territorio y organización
La diócesis tiene 2160 km² y extiende su jurisdicción sobre los fieles católicos de rito latino residentes en la parte sudoriental de Eslovenia.
La sede de la diócesis se encuentra en la ciudad de Novo Mesto, en donde se halla la Catedral de San Nicolás.
En 2019 en la diócesis existían 71 parroquias agrupadas en 6 decanatos.

## Historia
La diócesis fue erigida el 7 de abril de 2006 con la bula Commodioribus condicionibus del papa Benedicto XVI, obteniendo el territorio de la arquidiócesis de Liubliana.

## Estadísticas
De acuerdo al Anuario Pontificio 2020 la diócesis tenía a fines de 2019 un total de 134 780 fieles bautizados.
| Año                                                                             | Población            | Población | Población      | Sacerdotes | Sacerdotes    | Sacerdotes    | Bautizados por sacerdote | Diáconos permanentes | Religiosos | Religiosos | Parroquias |
| Año                                                                             | Bautizados católicos | Total     | % de católicos | Total      | Clero secular | Clero regular | Bautizados por sacerdote | Diáconos permanentes | Varones    | Mujeres    | Parroquias |
| ------------------------------------------------------------------------------- | -------------------- | --------- | -------------- | ---------- | ------------- | ------------- | ------------------------ | -------------------- | ---------- | ---------- | ---------- |
| 2006                                                                            | 137 424              | 159 595   | 86.1           | 104        | 86            | 18            | 1321                     | 1                    | 28         | 32         | 71         |
| 2012                                                                            | 140 700              | 163 400   | 86.1           | 90         | 76            | 14            | 1563                     | 1                    | 22         | 42         | 71         |
| 2016                                                                            | 132 039              | 160 569   | 82.2           | 87         | 74            | 13            | 1517                     | 1                    | 15         | 47         | 71         |
| 2019                                                                            | 134 780              | 161 437   | 83.5           | 88         | 74            | 14            | 1531                     | 1                    | 15         | 41         | 71         |
| Fuente: Catholic-Hierarchy, que a su vez toma los datos del Anuario Pontificio. |                      |           |                |            |               |               |                          |                      |            |            |            |

## Episcopologio
- Andrej Glavan (7 de abril de 2006-30 de junio de 2021 retirado)
- Andrej Saje, desde el 30 de junio de 2021